# Rain in May
Rain in May is een nummer van de Nederlandse muzikant Max Werner uit 1981, bekend van de band Kayak. Het is de enige single van zijn eerste soloalbum Seasons.
In de tekst beschrijft de verteller zijn depressieve stemming tijdens de drie seizoenen: herfst (eerste strofe), winter (tweede strofe) en zomer in de laatste strofe. De enige tijd van het jaar waarin hij zich op zijn gemak voelt, is de lente, vooral de maand mei. "Rain in May" werd een hit in Nederland. Zo bombardeerde Frits Spits het tot Steunplaat en bereikte het de 3e positie in de Nederlandse Top 40 en de 6e positie in de Nationale Hitparade. Ook buiten Nederland kende de plaat succes. In de Vlaamse Radio 2 Top 30 en in Zwitserland bereikte het bijvoorbeeld de tiende positie, en in Duitsland zelfs de tweede. Ook in Amerika kwam het in de hitlijsten, maar daar bereikte het de 74e positie in de Billboard Hot 100.

## NPO Radio 2 Top 2000
| Nummer met noteringen in de NPO Radio 2 Top 2000 | '00  | '01  | '02  |
| ------------------------------------------------ | ---- | ---- | ---- |
| Rain in May                                      | 1853 | 1776 | 1955 |

1. ↑  Een vetgedrukt getal geeft de hoogste notering aan.
2. ↑  2000 was het eerste jaar met een notering voor dit nummer.
3. ↑  Deze tabel is bijgewerkt tot en met de laatste editie (2024).